# Zerstörergeschwader 143
143-тя важка винищувальна ескадра (нім. Zerstörergeschwader 143 (ZG 143) — ескадра важких винищувачів Люфтваффе напередодні Другої світової війни. 1 травня 1939 року ескадра перейменована на 26-ту важку винищувальну ескадру (ZG 52).

## Історія
143-тя важка винищувальна ескадра заснована 1 січня 1939 року на аеродромі поблизу міста Іллесгайм шляхом перейменування 143-ї винищувальної ескадри.
1 травня 1939 року підрозділи 143-ї ескадри переформовані:

### I./ZG 143
Дислокувалася в Іллесгаймі
- штаб I./ZG 143 переформований на штаб I./ZG 52
- 1./ZG 143 переформована на 1./ZG 52
- 2./ZG 143 переформована на 2./ZG 52
- 3./ZG 143 переформована на 3./ZG 52

## Командування

### Командири
- гауптман Вільгельм Лессманн (нім. Wilhelm Lessmann) (1 січня — 1 травня 1939)

## Бойовий склад 143-ї важкої винищувальної ескадри
- Штаб (Stab/ZG 143)
- 1-ша група (I./ZG 143)